# Who’ll Stop the Rain
«Who’ll Stop the Rain» — песня американской рок-группы Creedence Clearwater Revival с их альбома 1970 года Cosmo’s Factory.
Впервые песня «Who’ll Stop the Rain» была издана в январе 1970 года на двустороннем сингле «Travelin’ Band / Who’ll Stop the Rain» (вместе с песней «Travelin’ Band»). (Альбом Cosmo’s Factory же вышел в июле того же года.)
Автор песни — Джон Фогерти.

## Премии и признание
В 2004 году журнал Rolling Stone поместил песню «Who’ll Stop the Rain» в оригинальном исполнении группы Creedence Clearwater Revival на 188 место своего списка «500 величайших песен всех времён». В списке 2011 года песня также находится на 188 месте.